# Sciaromiopsis sinensis
Sciaromiopsis sinensis là một loài rêu thuộc họ Amblystegiaceae. Đây là loài đặc hữu của Trung Quốc. Môi trường sống tự nhiên của chúng là sông ngòi. Chúng hiện đang bị đe dọa vì mất môi trường sống.